# Travis Lincoln Cox
Travis Lincoln Cox (* in Salt Lake City, Utah) ist ein US-amerikanischer Schauspieler.

## Leben
Lincoln Cox wurde in Salt Lake City geboren. Er ist seit dem 19. Juni 2008 mit der Schauspielerin Whitney Morgan Cox verheiratet.
Erste Filmrollen übernahm er ab den 2010er Jahren in einer Reihe von Kurzfilmen. 2012 wirkte er in der Fernsehserie Mild Mannered und im Film Die Schöne und das Biest 2 – Liebe in der Neuzeit mit. 2013 spielte er im Kurzfilm The Gunfighter die größere Rolle des Elijah Jessup. Der Kurzfilm wurde in den USA unter anderen am 21. März 2014 auf dem Cleveland International Film Festival, am 23. Mai 2014 auf dem Seattle International Film Festival oder auch am 1. Mai 2015 auf dem Hill Country Film Festival sowie am 9. Oktober auf dem Heart of Gold International Film Festival in Australien gezeigt. 2015 hatte er eine Episodenrolle in einer Episode der Fernsehserie Criminal Minds inne. Im selben Jahr spielte er in der Komödie Back to Awesome die Rolle des Chad. 2016 verkörperte er im Tierhorrorfilm Ice Sharks – Der Tod hat rasiermesserscharfe Zähne die Rolle des Sammy Cale, der im Laufe der Handlung an den Folgen eines Haibisses und Unterkühlung verstirbt. Danach folgten weitere Besetzungen in überwiegend Kurzfilmproduktionen. 2018 spielte er in The Pastor and the Pro die Rolle des Jacob, der titelgebende Pastor.
Als Bühnendarsteller wirkte er an Stücken des Performance Riverside, des Neil Simon Festival und des Eccles Mainstage Theatre mit.

## Filmografie (Auswahl)
- 2011: Alienated (Kurzfilm)
- 2011: Saint Valentine (Kurzfilm)
- 2012: Straight Bashed (Kurzfilm)
- 2012: Mild Mannered (Fernsehserie)
- 2012: Die Schöne und das Biest 2 – Liebe in der Neuzeit (Beauty and the Least: The Misadventures of Ben Banks)
- 2012: Brainstorm (Kurzfilm)
- 2012: Death Canyon
- 2012: Handle With Care (Kurzfilm)
- 2013: Adam Devine's House Party (Fernsehserie, Episode 1x02)
- 2013: The Gunfighter (Kurzfilm)
- 2014: The 4th (Kurzfilm)
- 2014: Larpers (Fernsehfilm)
- 2015: Criminal Minds (Fernsehserie, Episode 10x11)
- 2015: Knavish Folk
- 2015: W.A.Z.E. (Kurzfilm)
- 2015: Memory Transfer
- 2015: Back to Awesome
- 2016: Ice Sharks – Der Tod hat rasiermesserscharfe Zähne (Ice Sharks, Fernsehfilm)
- 2016: True Colors (Kurzfilm)
- 2017: Gone Away (Kurzfilm)
- 2018: Shmegegge (Kurzfilm)
- 2018: The Pastor and the Pro
- 2019: I Bawl (Kurzfilm)
- 2019: The Soul Collector (Kurzfilm)
- 2019: Transplant (Kurzfilm)
- 2019: Ton Seul Ami (Kurzfilm)
- 2019: Joe & The Shawl (Kurzfilm)
- 2019: Heritage
- 2020: Realm of Unknowns (Kurzfilm)
- 2020: Phone Home (Kurzfilm)
- 2020: Monster Smash League (Podcast, Episode 1x05)
- 2020: Dreamer (Kurzfilm)
- 2020: Beyond Methuselah
- 2021: Car Lot (Fernsehserie)
- 2022: Hilfe, ich wurde gebissen! (Something Bit Me, Minifernsehserie, Episode 1x10)
- 2022: Project 863 (Fernsehserie, Episode 5x20)

## Theater (Auswahl)
- Cymbeline, Theatrum Elysium
- Oklahoma, Performance Riverside
- The Mikado!, Performance Riverside
- Broadway Bound, Neil Simon Festival
- Harvey, Neil Simon Festival
- Biloxi Blues, Neil Simon Festival
- The Underpants, Theatrum Elysium
- Macbeth, Eccles Mainstage Theatre
- Twist the Night Away, Zion Canyon/BumbleberryTheatre
- 110 in the Shade, Eccles Mainstage Theatre
- Sweeney Todd, Eccles Mainstage Theatre
- As You Like It, Eccles Mainstage Theatre
- West Side Story, Pineview Theatre
- The Crucible, Eccles Mainstage Theatre
- A Funny Thing Happened... Forum, Dixie State Theatre
- I Hate Hamlet, Eccles Mainstage Theatre
- A Thing of Beauty, Eccles Black Box
- The Game of Chess, Eccles Black Box
- Taming of the Shrew, Pineview Theatre